# Canela Palacios
Canela Palacios (La Paz, 1979) es una compositora, intérprete musical y cantante boliviana. 

## Formación y trayectoria artística
Canela Palacios comenzó a estudiar música a sus 14 años, en el Conservatorio Nacional de Música de La Paz. Continuó sus estudios en la carrera de Música de la Universidad Católica Boliviana, siendo estudiante de Cergio Prudencio y Alberto Villalpando. Posteriormente amplió su experiencia como compositora en talleres en Uruguay y Alemania. 
En 2004 forma, junto a Adriana Aramayo, el Dúo Abrelata, con el que saca un disco. En 2011, junto con Miguel Llanque, Lluvia Bustos y Sebastián Zuleta fundan el colectivo y espacio de encuentro y creación musical Casa Taller en la ciudad de La Paz. En 2020 saca el disco Sur.
 

En palabras de ella misma: 
Creo que mi música pertenece a lo que algunos llamamos música académica contemporánea, aunque también escribo música popular, sobre todo canciones. Mis fuentes de inspiración provienen de lo que escucho en mi vida diaria, de lo que veo, de lo que leo, simplemente. Puede ser una pieza musical, un libro, una idea... Soy muy observadora. 

## Premios y reconocimientos
- Primer premio en el 2do Concurso de Composición Goethe-Zentrum (Santa Cruz, 2017)
- Primer premio en el Festival de Mujeres en la Música Nueva (Bogotá, 2019)[5]

## Discografía
Con el Dúo Abrelata: desordenadas guerreras lagartas ateas apátridas desheredadas y encima subdesarrolladas inestables antiseguras impropias (2008)
En solitario: Sur (2020)